# Charles Holden
Charles Holden (Bolton, 12 maggio 1875 – Harmer Green, 1º maggio 1960) è stato un architetto e designer inglese.
È noto soprattutto per avere progettato molte stazioni della metropolitana di Londra negli anni venti e trenta, la Bristol Central Library, il quartier generale della Underground Electric Railways Company of London al n. 55 di Broadway e la Senate House dell'Università di Londra. Ha anche progettato molti cimiteri di guerra in Belgio e nella Francia settentrionale, per conto della Imperial War Graves Commission.
Dopo avere lavorato e svolto il proprio tirocinio a Bolton e a Manchester, Holden si trasferì a Londra. I suoi primi edifici furono influenzati dall'Arts and Crafts Movement ma per la maggior parte della sua carriera fu un fautore di uno stile disadorno, basato su forme e masse semplificate, libero da quelli che lui considerava dettagli decorativi non necessari. Holden credeva fermamente che i progetti architettonici dovessero essere subordinati alle funzioni che l'edificio doveva assolvere. Dopo la prima guerra mondiale semplificò ulteriormente il proprio stile e i suoi disegni divennero sempre più modernisti, influenzati dall'architettura europea. Fu un membro della Design and Industries Association e dell'Art Workers' Guild. Holden produceva disegni completi per i suoi edifici, inclusi il design degli interni e gli ornamenti architettonici.
Sebbene non esente da critiche, il suo lavoro è ampiamente apprezzato. Ricevette la Royal Gold Medal dal Royal Institute of British Architects (RIBA) nel 1936 e fu nominato Royal Designer for Industry nel 1943. I suoi progetti per le stazioni della London Underground divennero lo standard progettuale della compagnia e influenzarono il design di tutti gli architetti che lavoravano per l'Underground negli anni trenta. Molti dei suoi edifici hanno ottenuto lo status di monumenti classificati. Rifiutò per due volte l'offerta di un cavalierato.

## Biografia
Charles Henry Holden nacque il 12 maggio 1875 a Great Lever, un sobborgo di Bolton, nel Lancashire, quinto e ultimo figlio di Joseph Holden, sarto e cappellaio, e di Ellen Broughton. La sua infanzia fu segnata dalla bancarotta del padre nel 1884 e dalla morte di sua madre nel 1890, quando Charles aveva quindici anni. In seguito alla perdita dell'azienda del padre, la famiglia si trasferì a St. Helens (oggi nella contea del Merseyside) dove Charles frequentò diverse scuole. Lavorò per breve tempo come assistente di laboratorio e come impiegato delle ferrovie. Durante questo periodo frequentò corsi di disegno tecnico e prese brevemente in considerazione una carriera da ingegnere. Nel 1891 incominciò a lavorare per suo cognato, David Frederick Green, un agrimensore e architetto di Bolton. Nell'aprile 1892 incominciò l'apprendistato con l'architetto di Manchester Everard W. Leeson e nel frattempo frequentò anche la Manchester School of Art.
Nel 1895 e 1896 Holden sottopose disegni per i concorsi del Building News utilizzando lo pseudonimo "The Owl" (il gufo). Sebbene il numero dei partecipanti non fosse sempre grande, su nove concorsi Holden vinse cinque primi posti, tre secondi posti e un terzo posto. Nel 1897 entrò in lizza per il prestigioso premio "Soane Medallion" per studenti di architettura, giungendo terzo su quattordici partecipanti.

## Vita privata
Intorno al 1898 Holden incominciò a convivere con Margaret Steadman, un'infermiera e levatrice. Erano stati presentati dalla sorella maggiore di Holden, Alice, ed erano diventati amici grazie al comune interesse per le poesie di Whitman. Margaret viveva separata dal marito, un ricercatore universitario, per via del suo alcoolismo e dei maltrattamenti subiti. La Steadman non ottenne mai un divorzio e, sebbene lei e Holden vivessero insieme come una coppia sposata e Holden si riferisse a lei come a sua moglie, la relazione non fu mai formalizzata, nemmeno dopo la morte di James Steadman nel 1930.
La coppia visse a Norbiton, nel Surrey, fino al 1902, quando si trasferirono a Codicote nell'Hertfordshire. Intorno al 1906 si trasferirono a Harmer Green, vicino a Welwyn, dove Holden progettò e costruì una casa per sé e per sua moglie. La coppia non ebbe figli insieme, anche se Margaret aveva un figlio, Allan, dal suo precedente matrimonio. Allan cambiò legalmente il suo cognome in "Holden" nel 1918. Charles e Margaret Holden vissero a Harmer Green per il resto delle loro vite.

## Opere

### Inizi della carriera

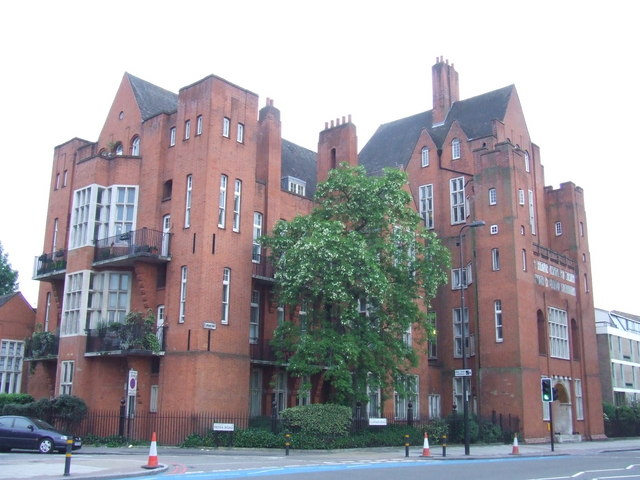
Belgrave Hospital for Children, Kennington

Holden lasciò lo studio di Leeson nel 1896 e lavorò per Jonathan Simpson a Bolton tra il 1896 e il 1897, prima di trasferirsi a Londra per lavorare per il designer Charles Robert Ashbee, legato al movimento delle Arts and Crafts. Nell'ottobre del 1899 divenne assistente capo nello studio dell'architetto Henry Percy Adams, dove rimase per il resto della sua carriera.
Un buon numero dei primi progetti di Holden furono per degli ospedali, un settore nel quale lo studio di Adams era specializzato. In questo primo stadio della sua carriera produsse progetti in diversi stili architettonici a seconda delle circostanze, dimostrando l'influenza di diversi architetti. Ben presto Holden divenne il responsabile di gran parte del lavoro di design dello studio. Dal 1900 al 1903 studiò architettura ai corsi serali della Royal Academy School, continuando nel tempo libero a produrre disegni per suo cognato e per Jonathan Simpson.
Le sue facciate in stile Arts and Crafts per il Belgrave Hospital for Children a Kennington, nella zona sud di Londra, furono influenzate dagli architetti Philip Webb e Henry Wilson e includono tetti ripidi, torrette d'angolo e cornici di pietra alle finestre. L'edificio, ora convertito in appartamenti, è un monumento classificato di Grado II.
Nel 1902, Holden vinse il concorso per progettare la Biblioteca centrale di Bristol. Le facciate in stile Tudor Revival in pietra di Bath incorporano elementi modernisti che si ispirano all'adiacente Abbey Gate della Cattedrale di Bristol. La facciata principale ha finestre a oriuolo e gruppi di sculture di Charles Pibworth raffiguranti Chaucer, Beda e Alfredo il Grande. All'interno il design è classico, con la mobilia progettata da Holden e i bassorilievi in pietra, opera principalmente di William Aumonier. L'edificio è stato paragonato alla Glasgow School of Art progettata da Charles Rennie Mackintosh ed è stato anche suggerito che i disegni di Mackintosh per il completamento della scuola siano stati ispirati a quelli di Holden anche se lo storico dell'architettura Nickolaus Pevsner ha fatto notare che i disegni di Mackintosh circolavano già prima di quelli di Holden. L'edificio è un monumento classificato di Grado I.

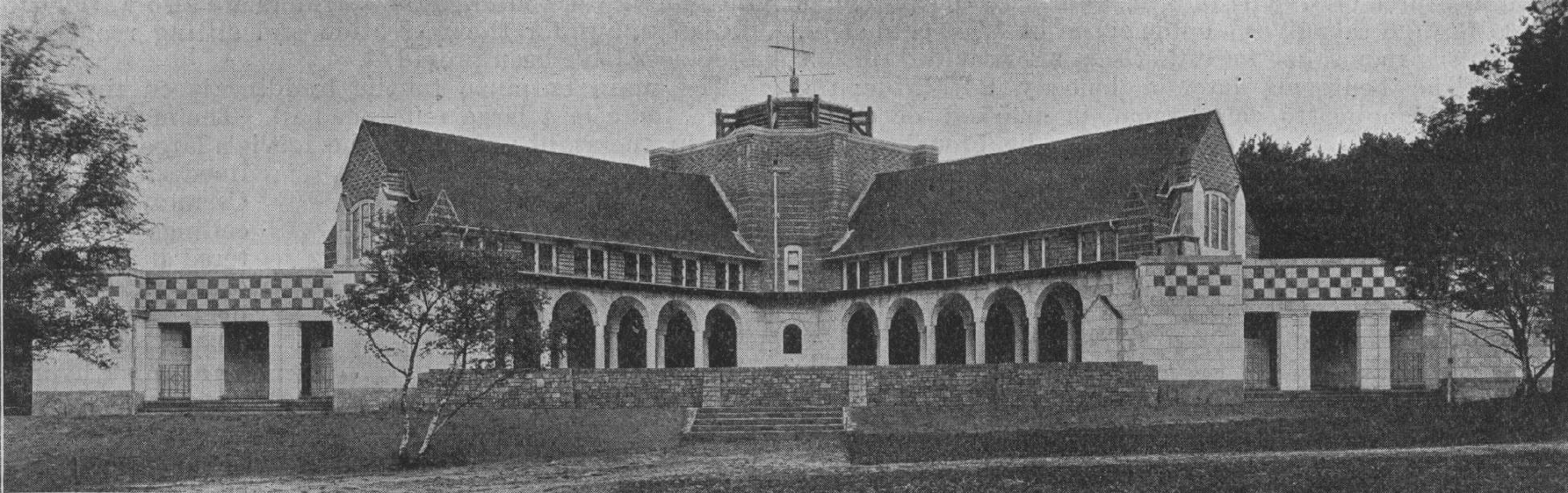
Cappella a forma di V del King Edward VII Sanatorium (Pianta)

A Midhurst, Holden disegnò facciate in stile Tudor per il King Edward VII Sanatorium, finanziato da Sir Ernest Cassel (1903–06). L'edificio comprende lunghe ali con stanze esposte a sud, per massimizzare l'esposizione dei pazienti alla luce solare e all'aria fresca. Il progetto si armonizza con la collocazione rurale dell'edificio, e le facciate sono ricoperte di piastrelle nello stile locale. Holden progettò la cappella del sanatorio, con una pianta a forma di V in modo che potesse essere utilizzata sia per funzioni all'aria aperta sia al coperto. Entrambi gli edifici sono monumenti classificati di Grado II. Altri ospedali progettati da Holden in questo periodo includono l'Ospedale dei Marinai Inglesi a Istanbul (1903-04) e l'Ospedale Femminile di Soho (1908).
Per la Law Society Holden progettò un'estensione in stile neoclassico semplificato per l'edificio, progettato da Lewis Vulliamy, già esistente in Chancery Lane, con sculture di Charles Pibworth e interni a pannelli in stile Arts and Crafts con incisioni di William Aumonier e fregi di Conrad Dressler.
Nel 1906, Holden vinse il concorso per progettare una nuova sede per la British Medical Association, all'angolo fra lo Strand e Agar Street, che oggi ospita l'ambasciata dello Zimbabwe. L'edificio, a forma di L, rimpiazzò una serie di edifici sullo stesso sito già utilizzati dall'Associazione e fornì spazio per una sala del consiglio, una biblioteca e uffici ai piani superiori, e negozi al piano terra e nello scantinato. Descritto da Powers come "classicismo ridotto a forme geometriche" i primi tre piani sono rivestiti in granito della Cornovaglia, i piani superiori in pietra di Portland. All'altezza del secondo piano si trovava una serie di controverse sculture alte circa 2 metri che rappresentavano lo sviluppo della scienze e le età dell'uomo, opera di Jacob Epstein. La controversia verteva sulla presumibilmente scioccante nudità delle statue, ma le sculture di Epstein furono difese da molti nomi prominenti dell'ambiente artistico. Negli anni trenta, dopo che l'edificio era stato venduto al governo della Rhodesia Meridionale, le sculture furono sfregiate, presumibilmente per impedire la caduta di frammenti. L'edificio è un monumento classificato di Grado II*.
Nel 1909, Holden vinse il concorso per un'estensione della Bristol Royal Infirmary. L'estensione (in seguito dedicata alla memoria di Re Edoardo VII, morto nel 1910) fu costruita su un terreno caratterizzato da una pendenza molto ripida, per la quale Holden disegnò una coppia di blocchi collegati tra loro intorno a un cortile interno, rivestiti in pietra di Portland. I due blocchi, molto semplici e astratti, hanno torrette agli angoli e logge a due piani e rappresentano un'ulteriore semplificazione dello stile di Holden. Oggi, l'adiacente estensione dell'ospedale del 1960 nasconde alla vista la maggior parte dell'edificio di Holden.

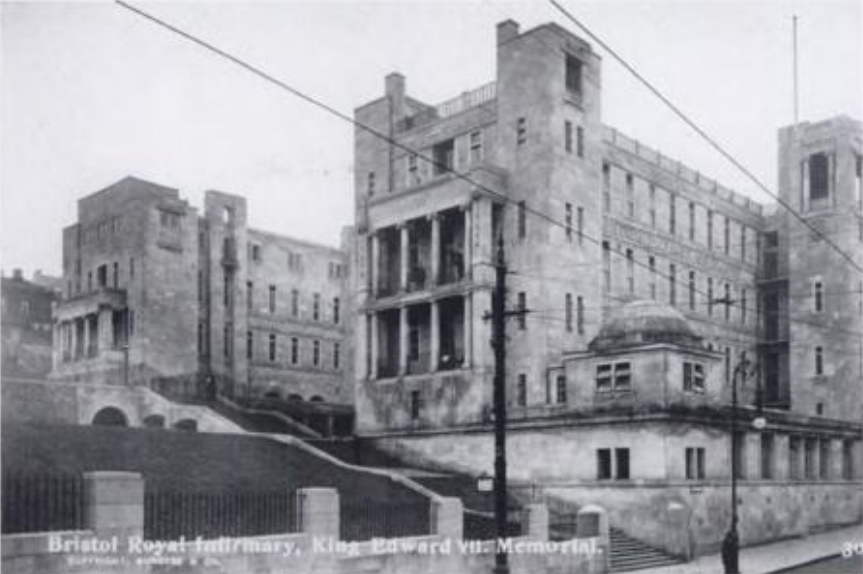
L'estensione della Bristol Royal Infirmary (1912)

Lo studio di Adams divenne Adams & Holden nel 1907, quando Holden diventò socio e in seguito Adams, Holden & Pearson nel 1913, quando Lionel Pearson entrò a farne parte a sua volta come socio. Nel 1913 Holden vinse la Godwin Medal del RIBA e un premio di 65 sterline per studiare architettura all'estero. Nell'aprile 1913 Holden si recò in America e studiò l'organizzazione dei dipartimenti di scienze sociali di diverse università americane come preparazione al suo progetto per l'università femminile del Kings College for Women, ispirato da Christopher Wren. Altri edifici progettati da Holden prima della prima guerra mondiale includono palazzi di uffici in stile modernista in Holborn e Oxford Street, un ampliamento in mattoni rossi della "Shire Hall" a Bedford e la Sutton Valence School in stile Arts and Crafts.
Holden lavorò anche con Epstein alla tomba di Oscar Wilde nel cimitero di Père-Lachaise a Parigi (1911-12). Nel 1915 fu un socio fondatore della Design and Industries Association e fu un membro della Art Workers' Guild dal 1917. Partecipò, senza vincerli, a concorsi per la Strathclyde Royal Infirmary (1901),la  Manchester Royal Infirmary (1904), la County Hall di Londra (1907), la Biblioteca Nazionale del Galles (1909), il municipio di Coventry (1911) e l'edificio del Board of Trade (1915).

### Cimiteri e monumenti di guerra
I coniugi Holden condividevano un forte senso del dovere civico. Nella prima guerra mondiale, Margaret Holden fece parte di un comitato che forniva assistenza ai cittadini tedeschi, austriaci e ungheresi rimasti bloccati a Londra dal conflitto. Charles Holden prestò servizio con la Croce Rossa inglese come portantino, aiutando a trasportare soldati feriti dalle stazioni di Londra agli ospedali. Holden prestò anche servizio di guardia antincendio alla St Paul's Cathedral tra il 1915 e il 1917.
Il 3 ottobre 1917 Holden fu nominato temporaneamente tenente aggregato all'ufficio dell'esercito per la registrazione delle sepolture di guerra. Visitò i campi di battaglia in Francia e iniziò a elaborare progetti per nuovi cimiteri e per l'espansione di quelli esistenti.. Holden descrisse così la sua esperienza:
Nel settembre 1918 Holden fu trasferito alla Imperial War Graves Commission (oggi la Commonwealth War Graves Commission) con il nuovo grado di maggiore. Dal 1918 al 1928 lavorò su 69 cimiteri per la Commissione. Inizialmente Holden gestiva l'ufficio disegni e lavorava come architetto senior alle dipendenze dei tre principali architetti in Francia e in Belgio, (Edwin Lutyens, Reginald Blomfield e Herbert Baker). Nel 1920 fu promosso e diventò il quarto architetto principale (l'unico dei quattro ad avere un grado militare e a portare l'uniforme). Il suo lavoro per la Commissione incluse la realizzazione di memoriali per i caduti neozelandesi al cimitero britannico di Messines e il Buttes New British Cemetery a Zonnebeke. I suoi progetti erano spogli di ornamenti, utilizzando spesso dettgliate masse di pietra di Portland nella costruzione delle coperture e di altri elementi architettonici.
Nel 1922 Holden progettò il War Memorial Gateway per il Clifton College di Bristol, usando una combinazione di pietra calcarea e pietra molare per abbinarsi allo stile Gotico degli edifici della scuola.. Per il British War Memorials Committee produsse un disegno per una Hall of Remembrance che sarebbe stata nella forma di una galleria d'arte, e per il New College di Oxford un progetto per una piccola cappella. Nessuno dei due edifici fu realizzato.

### London Transport

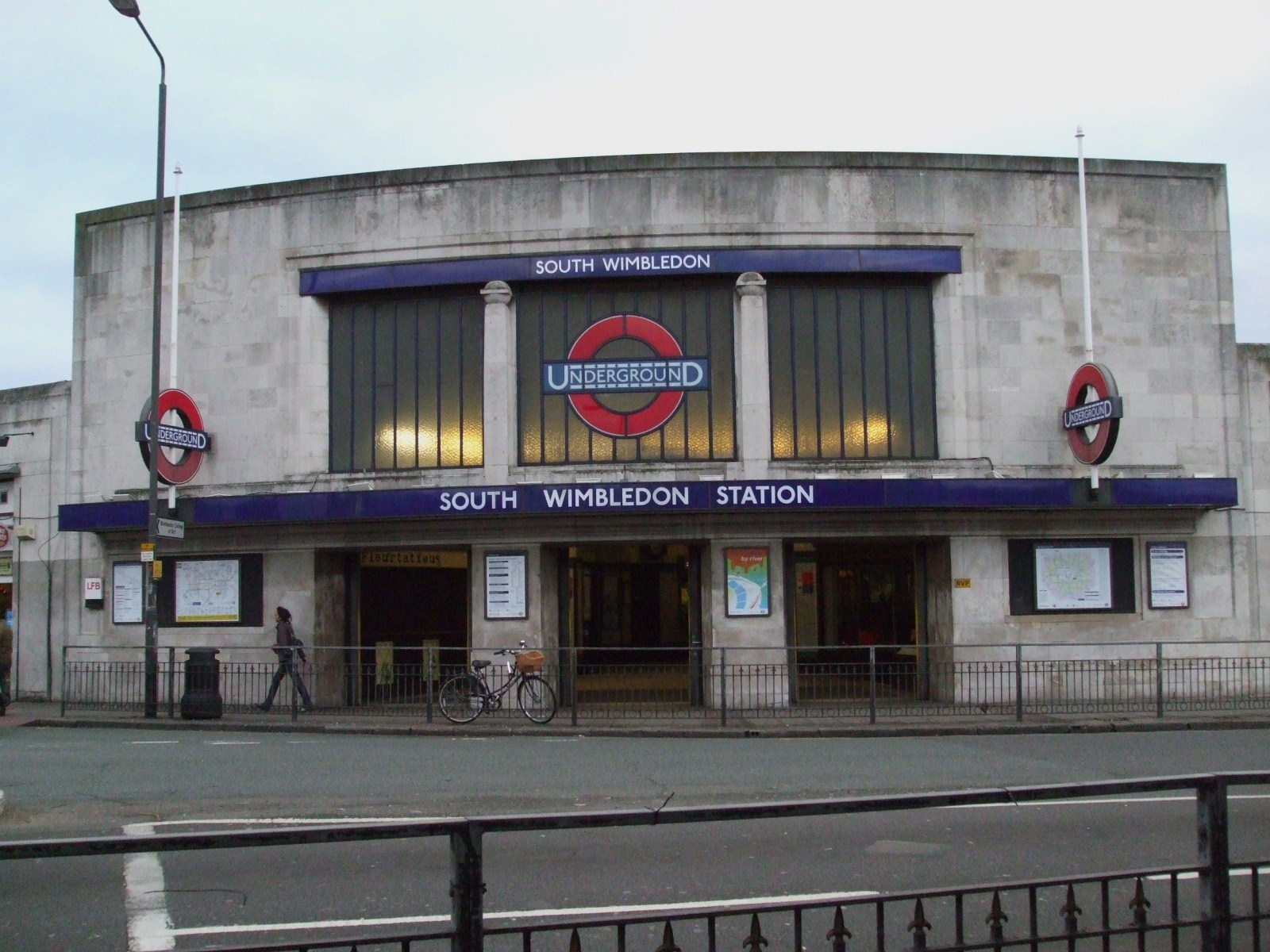
South Wimbledon, una delle stazioni per l'estensione della City and South London Railway

Tramite i suoi rapporti con la Design and Industries Association Holden conobbe Frank Pick, il direttore generale della Underground Electric Railways Company of London (UERL). Holden all'epoca non aveva nessuna esperienza di progettazione nel settore dei trasporti, ma questo sarebbe cambiato durante la sua collaborazione con Pick.
Nel 1923, Pick affidò a Holden l'incarico di progettare la facciata per un ingresso laterale della stazione di Westminster. Questo fu seguito nel 1924 da un incarico per disegnare il padiglione della UERL per la British Empire Exhibition. 
Sempre nel 1924, Pick diede incarico a Holden di progettare sette nuove stazioni nel sud di Londra per l'estensione della City and South London Railway (ora parte della Linea Northern) da Clapham Common a Morden. I progetti sostituirono quelli elaborati da Stanley Heaps, l'architetto della UERL, che Pick aveva trovato insoddisfacenti. I disegni riflettono lo stile semplice che Holden stava usando in Francia per i cimiteri di guerra; biglietterie a doppia altezza sono rivestite in pietra di Portland che inquadra una grande vetrata, ognuno adattato alla collocazione all'angolo di due strade di molte delle stazioni.. Le vetrate hanno il Roundel della London Underground composto con pannelli di vetro colorato e sono divise da colonne di pietra sormontate da capitelli a forma di una versione tridimensionale del roundel. Holden inoltre consigliò Heaps su nuove facciate per un certo numero di stazioni già esistenti e progettò il disegno per un nuovo ingresso alla stazione di Bond Street della Central London Railway (oggi la Linea Central).
Durante la seconda metà degli anni venti, Holden disegnò una serie di edifici sostitutivi e nuove facciate per lavori di miglioramento delle stazioni in tutta la rete della UERL. Molte di queste comprendevano rivestimenti in pietra di Portland e variazioni delle vetrate colorate che Holden aveva sviluppato per l'estensione di Morden. Il suo lavoro di questo periodo incluse nuovi edifici alla stazione di West Kensington e, in collaborazione con Stanley Heaps, a Hounslow West e a Ealing Common. Nuove entrate o facciate vennero progettate per le stazioni di Mansion House, Archway, St. Paul's, Green Park e Holborn. Di queste, in seguito a ricostruzioni successive, rimangono solo West Kensington, Hounslow West, Ealing Common e Holborn.
Alla stazione di Piccadilly Circus, una delle più affollate dell'intera rete, Holden progettò (1925-28) una spaziosa biglietteria e area di transito circolare, rivestita in travertino, sotto il piano stradale, dalla quale gruppi di scale mobili danno accesso alle piattaforme sottostanti.

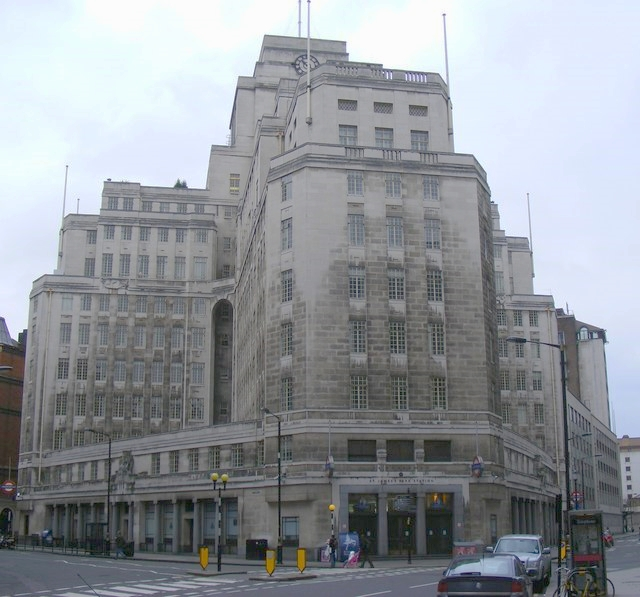
Il quartier generale della UERL al n.55 di Broadway, Londra

Nel 1926 Holden cominciò il progetto per un nuovo quartier generale della UERL al n. 55 di Broadway, Londra, sopra la stazione di St. James's Park. Al di sopra del piano terra, l'edificio, con struttura in acciaio, fu costruito su una pianta cruciforme e si eleva in una serie di piani che si restringono gradualmente fino a una torretta con un orologio, alta 59 metri. Questa disposizione massimizza la quantità di luce solare all'interno dell'edificio senza fare uso di pozzi di luce. Come le sue stazioni del periodo e i suoi edifici commerciali precedenti la prima guerra mondiale, l'edificio è rivestito sobriamente in pietra di Portland. Holden ornò le facciate con sculture commissionate appositamente: Day e Night (Giorno e Notte), due sculture di Epstein, sono collocate all'altezza del primo piano, e una serie di otto bassorilievi all'altezza del settimo piano rappresentano gli Anemoi, la personificazione dei venti della mitologia greca (due per ognuno dei punti cardinali, su ciascun lato delle ali dell'edificio). Ancora una volta, la nudità delle sculture di Epstein causò controversie, anche se queste sono sfuggite alla mutilazione. Degli otto bassorilievi, tre furono scolpiti da Eric Gill e uno ciascuno da Henry Moore, Eric Aumonier, Allan G. Wyon, Samuel Rabin e Alfred Gerrard. L'edificio è un monumento classificato di Grado I.
Nel 1930, Holden e Pick fecero un viaggio in Germania, Danimarca, Svezia e Paesi Bassi per vedere gli ultimi sviluppi nell'architettura moderna. La UERL stava progettando estensioni della Linea Piccadilly nell'ovest, nord-ovest e nord di Londra, e desiderava un nuovo tipo di stazioni. Adattando gli stili architettonici che aveva visto nel corso del tour, Holden creò disegni funzionali composti da forme semplici: cilindri, curve e rettangoli, costruiti in mattoni, cemento e vetro. Le estensioni occidentali e nord-occidentali erano su linee già esistenti servite dalla Linea District ed era necessario ricostruire un buon numero di stazioni per consentire la posa di binari addizionali o per rimpiazzare edifici originali molto essenziali. La stazione di Sudbury Town, la prima a essere ricostruita nel 1931, funse da modello per molte delle stazioni che seguirono: un'alta "scatola" rettangolare in mattoni rossi con un tetto di cemento armato e vetrate verticali per permettere alla luce di penetrare. L'edificio, monumento classificato di Grado II*, fu descritto da Pevsner come "un eccezionale esempio di quanto possano essere soddisfacenti questi edifici poco pretenziosi, attraverso l'uso accurato dei dettagli e delle buone proporzioni." Holden stesso chiamava le sue stazioni "scatole di mattoni con il coperchio di cemento".. Lo schema di Sudbury Town fu ripetuto, con adattamenti, alle stazioni di Acton Town, Alperton, Eastcote, Northfields, Oakwood, Rayners Lane, Sudbury Hill e Turnpike Lane.
Per la stazione di Arnos Grove, una delle otto nuove stazioni sull'estensione settentrionale della linea, Holden modificò il concetto della scatola rettangolare in un "tamburo" circolare, un disegno ispirato dalla Biblioteca civica di Stoccolma progettata da Gunnar Asplund. Su questa estensione è notevole anche la stazione di Southgate: qui Holden disegnò un edificio circolare a un solo piano con un tetto a baldacchino piatto. Al di sopra, la sezione centrale del tetto si eleva con una striscia orizzontale continua di finestre a cleristorio, sostenuta da una singola colonna centrale. L'edificio è sormontato da un cilindro a vetri con una palla di bronzo in cima. Altre stazioni mostrano l'influenza del lavoro di Willem Marinus Dudok a Hilversum, in Olanda.
Per gestire una tale quantità di lavoro, Holden delegò significative responsabilità di design ai suoi assistenti, come Charles Hutton, che assunse la direzione per la stazione di Arnos Grove. Per alcune delle altre stazioni sulla Piccadilly line il disegno fu gestito internamente da Stanley Heaps, o da altri studi di architettura. Tutte seguivano lo stile moderno in mattoni, vetro e cemento definito da Holden ma ad alcune mancavano la sua originalità e cura per i dettagli: Frank Pick definì questo stile Holdenesque. Stanley Heaps progettò le stazioni di Boston Manor e Osterley; Felix Lander quella di Park Royal.

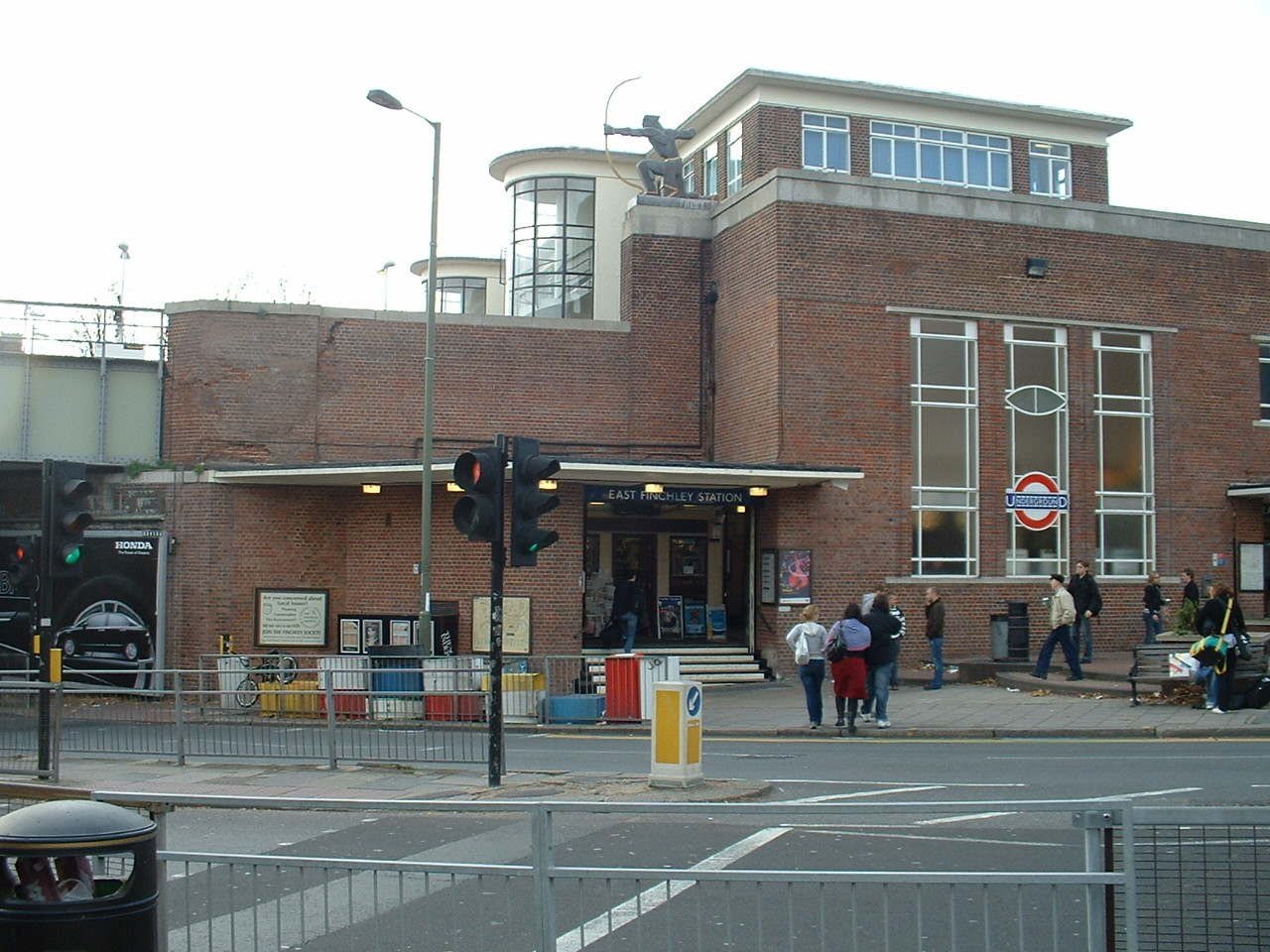
La stazione di East Finchley

La UERL divenne parte del London Passenger Transport Board nel 1933, ma l'attenzione della compagnia rimase focalizzata sul design di alta qualità. Sotto la direzione di Pick, l'attenzione di Holden al dettaglio e l'idea di un design integrato si estesero a tutte le parti della rete di trasporti londinese, dal progetto di pensiline per autobus e tram a un nuovo tipo di omnibus a sei ruote. Nei tardi anni trenta, Holden progettò stazioni sostitutive a Highgate, East Finchley e Finchley Central e due nuove stazioni sull'estensione verso nord della Linea Northern nota come Northern Heights plan (Elstree South e Bushey Heath). I disegni di Holden includevano sculture collegate con la storia locale di un certo numero di stazioni: Dick Whittington per Highgate, un arciere per East Finchley e un centurione Romano per Elstree South. Buona parte del progetto fu rinviato allo scoppio della seconda guerra mondiale e fu in seguito cancellato. Solo la stazione di East Finchley fu completata in toto, e quella di Highgate in parte; gli altri piani furono abbandonati. La stazione di East Finchley è situata su un terrapieno e l'accesso alle piattaforme avviene dal basso. Holden realizzò uffici per lo staff della stazione sfruttando lo spazio al di sopra dei binari, cui si accede dalle piattaforme tramite due scalinate semicircolari, con vetrate. Lo scultore Eric Aumonier creò la statua The Archer (l'Arciere), una caratteristica prominente della stazione.
Gli ultimi progetti di Holden per la London Transport furono tre nuove stazioni per l'estensione nord-orientale della Linea Central. Queste erano state progettate negli anni trenta, ma i lavori furono ritardati dalla guerra e non furono completati fino al 1947. La crisi economica del dopoguerra ridusse la qualità dei materiali utilizzati in confronto alle stazioni degli anni trenta e l'edificio a Wanstead fu adattato da una struttura temporanea costruita durante l'utilizzo della linea in tempo di guerra come fabbrica sotterranea. La stazione di Gants Hill ha solo un accesso sotterraneo e nessun edificio di superficie, ma è degna di nota per il design del vestibolo a livello delle piattaforme, che ha una volta a botte ispirata dalle stazioni della Metropolitana di Mosca.

### Università di Londra

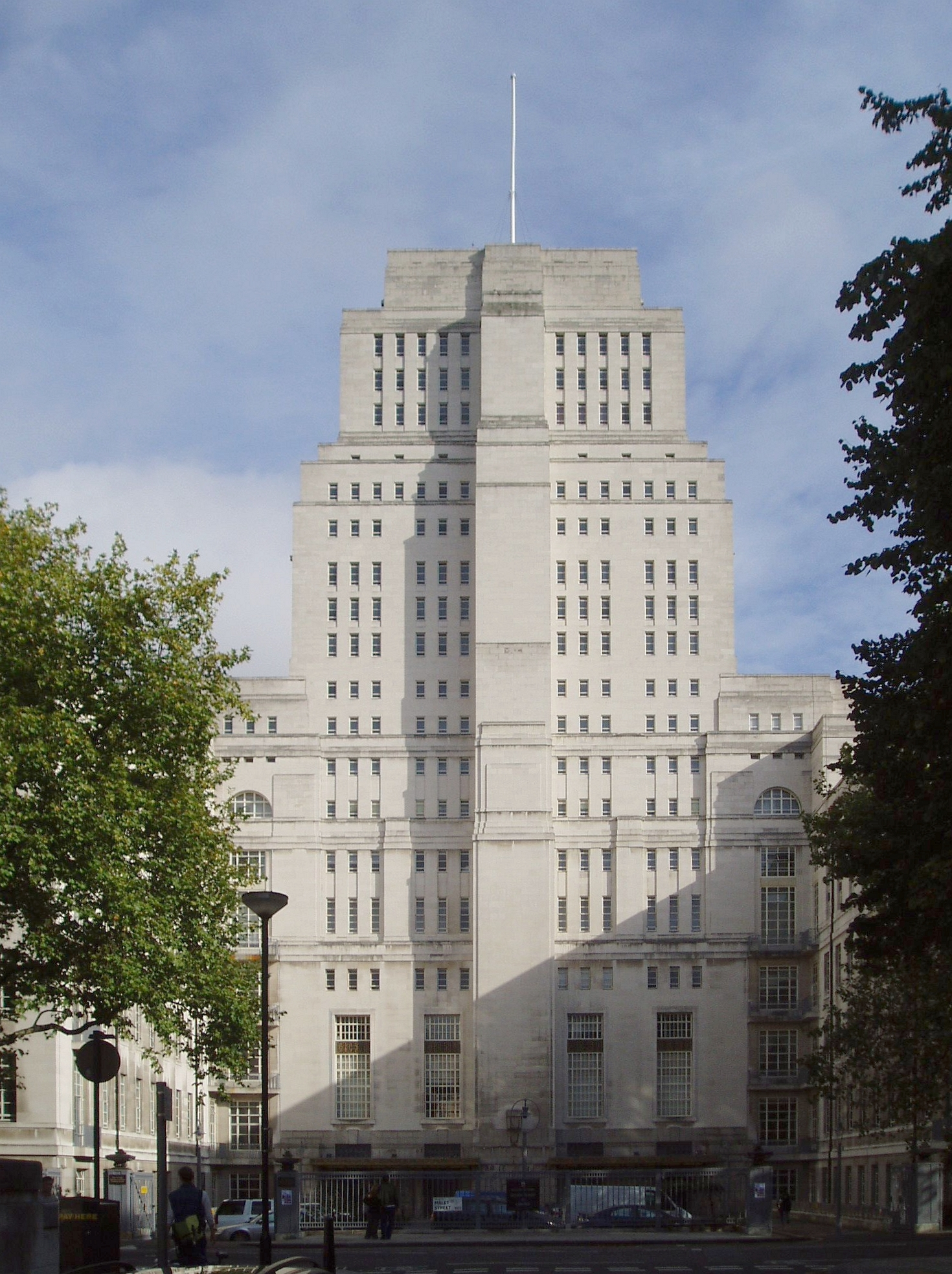
La Senate House, sede degli uffici amministrativi e della biblioteca dell'Università di Londra

Dopo la prima guerra mondiale, l'Università di Londra aveva bisogno di sostituire i suoi locali di Kensington, che erano sovraffollati e sparpagliati. Un sito fu acquisito a Bloomsbury, vicino al British Museum, e Holden fu incaricato nel 1931 di progettare i nuovi edifici, in parte anche grazie al successo del "55 Broadway". Il suo progetto originale prevedeva una singola struttura che coprisse l'intero sito, estendendosi per 365 metri da Montague Place a Torrington Street, composta da una dorsale centrale collegata da una serie di ali alla facciata perimetrale e che racchiudeva una serie di cortili. Il tutto sarebbe stato sormontato da due torri, una più piccola a nord e una Senate House di 19 piani alta 65 metri.
La costruzione iniziò nel 1932, ma a causa della carenza di fondi, il progetto fu gradualmente revisionato e ridimensionato, e solo la Senate House e la biblioteca furono completati nel 1937, mentre l'Institute of Education e la School of Oriental Studies furono completate successivamente. Il progetto prevedeva facciate con muri portanti in mattoni rivestite in pietra di Portland. L'intenzione di Holden di ornare esternamente l'edificio con sculture non fu realizzata. Come aveva fatto per i suoi edifici precedenti, Holden preparò disegni anche dei singoli elementi delle decorazioni interne. Dal suo completamento e fino al 1957 fu l'edificio commerciale più alto di Londra.
La Senate House divise le opinioni. Pevsner descrisse il suo stile come "un modernismo indeciso e stranamente semi-tradizionale", riassumendo: "Il design certamente non possiede il vigore e l'immediatezza delle più piccole stazioni della metropolitana di Holden." Altri hanno definito l'edificio come stalinista o totalitarista per via della sua grande scala. L'architetto funzionalista Erich Mendelsohn scrisse a Holden nel 1938 che a suo parere non c'era a Londra un edificio più raffinato. Lo storico Arnold Whittick descrisse l'edificio come "una piramide massiccia e statica, ovviamente destinata a durare per un migliaio di anni", ma pensava che "l'interno è più piacevole dell'esterno. C'è essenzialmente un'atmosfera di dignità, serenità e quiete che si associa all'architettura dell'Antica Grecia".
Lo scoppio della seconda guerra mondiale impedì ogni ulteriore progresso del progetto complessivo, anche se Adams, Holden & Pearson progettarono altri edifici per l'Università nei dintorni.

### Pianificazione urbanistica
Dato che praticamente nessun nuovo lavoro veniva affidato durante la guerra, Holden passò il periodo bellico a stendere piani per la ricostruzione che sarebbe stata necessaria al termine del conflitto. Holden era un membro del comitato del RIBA che formulò la politica dell'istituto per la ricostruzione post-bellica. Le idee di Holden comprendevano il ricollocamento delle industrie al di fuori delle città e dei paesi, verso nuovi centri industriali sulla falsariga di Port Sunlight o di Bournville, dove i lavoratori avrebbero potuto vivere vicino alle fabbriche. I nuovi centri industriali sarebbero stati collegati alle città già esistenti da nuove strade a scorrimento veloce e la ricostruzione nei centri urbani sarebbe stata pianificata in modo da creare più spazio intorno ai centri amministrativi.
Nel 1944-45, Holden elaborò progetti per la ricostruzione di Canterbury, nel Kent, insieme con l'architetto della City Herbert Millson Enderby. Canterbury era stata pesantemente danneggiata dai bombardamenti della Luftwaffe, particolarmente nei Baedeker raids del maggio e giugno 1942. Holden ed Enderby miravano a preservare molto del carattere della città, ma progettarono l'esproprio di circa 30 ettari del centro cittadino per una ricostruzione su vasta scala, inclusa una nuova strada fra la cattedrale e un nuovo municipio. Fuori città, progettarono tangenziali e una circonvallazione con un raggio di circa 3,2 km dal centro cittadino. Sebbene approvato dal consiglio municipale, il piano incontrò forte opposizione dai residenti e dai proprietari dei terreni, e un Comitato civico per la difesa dei cittadini di Canterbury elaborò un piano alternativo e in seguito vinse le elezioni locali nel novembre 1945. Il cambio di amministrazione pose fine al progetto, anche se un nuovo piano elaborato nel 1947 senza il contributo di Holden o di Enderby conservò alcune delle loro idee, inclusa la circonvallazione.
Il primo piano per la ricostruzione della City of London fu steso da F. J. Forty e pubblicato nel 1944. Era stato fortemente criticato e William Morrison, ministro della pianificazione urbana, chiese al governo della City di preparare un nuovo piano. Holden fu contattato, e accettò a condizione che anche William Holford fosse nominato. Il City of London Plan (1946-1947) di Holden e Holford raccomandò una mitigazione dei severi limiti di altezza imposti nella capitale e il primo utilizzo a Londra del rapporto tra area della pianta edificio e area calpestabile, in modo che si potessero progettare edifici con una superficie calpestabile totale fino a cinque volte l'area del terreno che occupavano.
Nel 1947 Holden elaborò uno schema, per conto del London County Council, per la South Bank del Tamigi tra la County Hall e il ponte di Waterloo, incluso un progetto per una sala da concerti insieme all'architetto del consiglio, Edwin Williams. Lo schema ricevette poca attenzione e fu quasi immediatamente superato da piani per l'utilizzo dell'area per il sito del Festival of Britain. La sala da concerti fu realizzata come Royal Festival Hall da Leslie Martin. Holden fu anche consulente di architettura e pianificazione per l'Università di Edimburgo e per il borgo di Tynemouth.

### Gli ultimi anni
Anche se Holden aveva gradualmente ridotto i suoi carichi di lavoro, continuava ad andare in ufficio tre volte alla settimana nei primi anni cinquanta. Non andò formalmente in pensione fino al 1958, ma anche dopo quella data continò a frequentare occasionalmente lo studio. Margaret Holden morì nel 1954 dopo una lunga malattia che l'aveva resa quasi cieca dalla metà degli anni quaranta. Nell'ultimo decennio della sua vita Holden stesso era fisicamente debole e a lui badava la nipote Minnie Green.
Uno dei suoi ultimi impegni pubblici fu il sostegno all'attribuzione della Royal Gold Medal a Le Corbusier nel 1953, mentre l'ultimo progetto al quale lavorò fu l'edificio per il quartier generale della English Electric ad Aldwych. Il progetto fu molto criticato ed ebbe una storia travagliata. Adams, Holden & Pearson avevano ricevuto l'incarico nel 1952 dal direttore della English Electric, Sir George Nelson, e Holden aveva progettato un edificio monolitico in pietra, intorno a un cortile interno. Nel 1955 il consiglio della Contea di Londra convinse la English Electric ad accantonare il progetto e a tenere un concorso per un nuovo design; il concorso fu vinto da Sir John Burnet, Tait e soci. Quando in seguito quello studio rifiutò la richiesta di Sir George Nelson di ridisegnare le facciate, Adams, Holden & Pearson riebbero l'incarico e Holden modificò il progetto che il suo studio aveva presentato per il concorso. Il nuovo progetto fu criticato dalla Royal Fine Art Commission e uno dei soci di Holden fu incaricato della versione definitiva, descritta dallo storico dell'architettura Pevsner come "un edificio in pietra monotono e privo di vita, senza niente che lo distingua." L'edificio in anni successivi fu occupato dalla Citibank e infine demolito per fare posto a un albergo.
Holden morì il 1º maggio 1960. Il suo corpo fu cremato e le ceneri sparse nel giardino della Friends' Meeting House di Hertford. Il 2 giugno fu tenuto un servizio funebre nella St Pancras New Church, per la quale Holden aveva progettato l'altare nel 1914. Molti necrologi furono pubblicati sia sui quotidiani (The Manchester Guardian, The Times, The Daily Telegraph) sia su riviste specializzate. In genere i necrologi furono molto positivi riguardo ai primi lavori di Holden e alle stazioni per la metropolitana di Londra, neutrali sulla Senate House e critici sugli ultimi lavori del suo studio. La casa di Harmer Green e la maggior parte del suo contenuto fu venduta all'asta.

## Le opinioni di Holden sull'architettura
Holden riconosceva che il suo stile architettonico lo collocava "in una posizione piuttosto curiosa, non esattamente di moda e non abbastanza fuori moda; non abbastanza tradizionalista da piacere ai tradizionalisti e non abbastanza modernista da piacere ai modernisti." Credeva che lo scopo principale del design fosse quello di ottenere "l'idoneità a uno scopo" e sostenne ripetutamente uno stile di architettura che evitasse ogni ornamento architettonico non necessario.
Nel 1905, in un saggio intitolato "If Whitman had been an Architect" (Se Whitman fosse stato un architetto) Holden rivolse un appello anonimo agli architetti per una nuova forma di architettura moderna: "Spesso sento parlare della gloria dell'architettura dell'antica Grecia; degli orgogliosi Romani; del tenebroso Egitto; sento anche le lodi della vasta Bisanzio e dell'altero Medioevo. Ma della gloria dell'architettura dei Moderni non sento mai parlare. Venite, voi Moderni Edifici, venite! Abbandonate i vostri mantelli di inganni; le vostre cornici, pilastri, modanature, festoni, fregi; dietro tutto questo, dietro le vostre dignitose proporzioni, i vostri pittoreschi raggruppamenti, le vostre leggiadrie e tecniche esagerate di arti e mestieri; dietro e al di là di tutto questo si nasconde ciò che amo." Holden confermò nel 1951 di essere l'autore dell'articolo.
Nel suo discorso del 1936 in occasione del conferimento della Royal Gold Medal del RIBA, Holden definì la sua posizione: "Non era tanto una questione di creare un nuovo stile, quanto quella di scartare quelle incrostazioni che passano per stile... ornamenti superficiali privi di significato strutturale." Il suo metodo era quello di concentrarsi su "quei fattori di base più permanenti dell'architettura, la pianta, e i piani e le masse che sorgono dalla pianta." Descrisse il suo edificio ideale come un che "assume naturalmente e inevitabilmente la forma controllata dalla pianta, dallo scopo e dai materiali. Un edificio che fornisce opportunità di esercizio, abilità e piacere nel lavoro non solo al progettista ma anche ai molti artigiani impiegati e agli occupanti dell'edificio."
In un saggio sull'architettura del 1957, scrisse: "Non cerco uno stile, antico o moderno che sia, voglio un'architettura che sia da cima a fondo 'costruire bene'. Un edificio progettato per uno scopo specifico, costruito con il metodo e con l'uso dei materiali, vecchi o nuovi, più adatti allo scopo al quale l'edificio deve servire."

## Riconoscimenti
Holden vinse la London Architecture Medal del RIBA per il 1929 (assegnato nel 1931) per il "55 Broadway". Nel 1936 ottenne la Royal Gold Medal del RIBA per il corpus complessivo del suo lavoro. Nel 1943 fu nominato Royal Designer for Industry per il suo design di mezzi di trasporto. Ottenne dottorati honoris causa dall'Università di Manchester nel 1936 e dall'Università di Londra nel 1946. Molti degli edifici di Holden hanno lo status di monumenti classificati, che li protegge dalla demolizione e da alterazioni non approvate.
Holden ricevette l'invito a diventare membro della Royal Academy nel 1942, ma declinò per via della sua amicizia con Epstein. Anche Henry Moore rifiutò di diventare membro per via del trattamento riservato dall'Accademia a Epstein. Per due volte Holden rifiutò un cavalierato, nel 1943 e nel 1951, dato che lo considerava incompatibile con il suo stile di vita semplice e perché riteneva che l'architettura fosse un processo di collaborazione. Un'altra ragione era che, dato che non erano sposati, la sua partner, Margaret, non si sarebbe potuta chiamare Lady Holden.
Il RIBA conserva una collezione di documenti personali di Holden e materiale dello studio Adams, Holden & Pearson. Mostre del suo lavoro sono state organizzate dal RIBA alla Heinz Gallery nel 1988 e al Victoria and Albert Museum tra l'ottobre 2010 e il febbraio 2011.
Un pub vicino alla stazione della metropolitana di Colliers Wood è stato battezzato "The Charles Holden".